# Trends in Cognitive Sciences
Trends in Cognitive Sciences (TiCS) — ежемесячный рецензируемый обзорный журнал, издаваемый Cell Press. Это один из 14 журналов серии Trends. По состоянию на 2021 год его редактором является Линдси Дрейтон. Отчёты Journal Citation Reports (Thomson Reuters) указывают импакт-фактор 2016 года на уровне 15,402.
Trends in Cognitive Sciences — научный журнал для тех, кто непосредственно работает в когнитивных науках либо в смежных областях. Журнал предоставляет обзор текущей научной мысли для учёных, студентов и преподавателей, которые хотят быть в курсе последних разработок в когнитивных науках. Журнал объединяет исследования в области психологии, искусственного интеллекта, лингвистики, философии, информатики и неврологии. Trends in Cognitive Sciences обеспечивает платформу для взаимодействия этих дисциплин и эволюции когнитивной науки как самостоятельной сферы исследований.